# 50 (álbum)
50 es el octavo álbum de estudio del compositor y cantante inglés Rick Astley. Fue lanzado el 10 de junio de 2016 por BMG. Es el primer álbum de estudio de Astley en más de 10 años, después de Portrait (2005).  En el Reino Unido, 50 fue el primer álbum que llegó al número uno desde su debut en 1987 con Whenever You Need Somebody. Todas las canciones en este álbum fueron cantadas, escritas y grabadas por Astley. El álbum fue lanzado el 7 de octubre de 2016 en los Estados Unidos, marcando su primer lanzamiento en ese país desde Body and Soul, de 1993.

## Lista de canciones
Todas las canciones escritas y compuestas por Rick Astley. 
| N.º | Título                | Duración |  |
| 1.  | «Keep Singing»        | 3:58     |  |
| 2.  | «Angels on My Side»   | 3:35     |  |
| 3.  | «Wish Away»           | 3:27     |  |
| 4.  | «This Old House»      | 4:30     |  |
| 5.  | «Pieces»              | 3:58     |  |
| 6.  | «God Says / Dance»    | 3:15     |  |
| 7.  | «I Like the Sun»      | 3:40     |  |
| 8.  | «Somebody Loves Me»   | 3:22     |  |
| 9.  | «Let It Rain»         | 3:52     |  |
| 10. | «Pray with Me»        | 3:39     |  |
| 11. | «Coming Home Tonight» | 3:28     |  |
| 12. | «Let It Be Tonight»   | 3:48     |  |

| US bonus tracks |            |          |  |
| N.º             | Título     | Duración |  |
| 13.             | «A Letter» | 3:52     |  |
| 14.             | «Sailing»  | 2:50     |  |